# Чеське повстання 1547 року
Чеське повстання 1547 року (чеськ. Stavovský odboj roku 1547 — Становий опір 1547 року) — перше антигабсбурзьке повстання чеських станів, що спалахнуло в Празі у січні — липні 1547 року. Третє за рахунком повстання станів в Габсбурзької імперії після виступу комунерос в Іспанії (1520—1522) і Гентського повстання у Фландрії (1539—1540). Було викликане абсолютистською політикою короля Фердинанда I Габсбурга, спрямованою на скорочення політичного впливу привілейованих станів і проведення контрреформації земель Чеської корони.

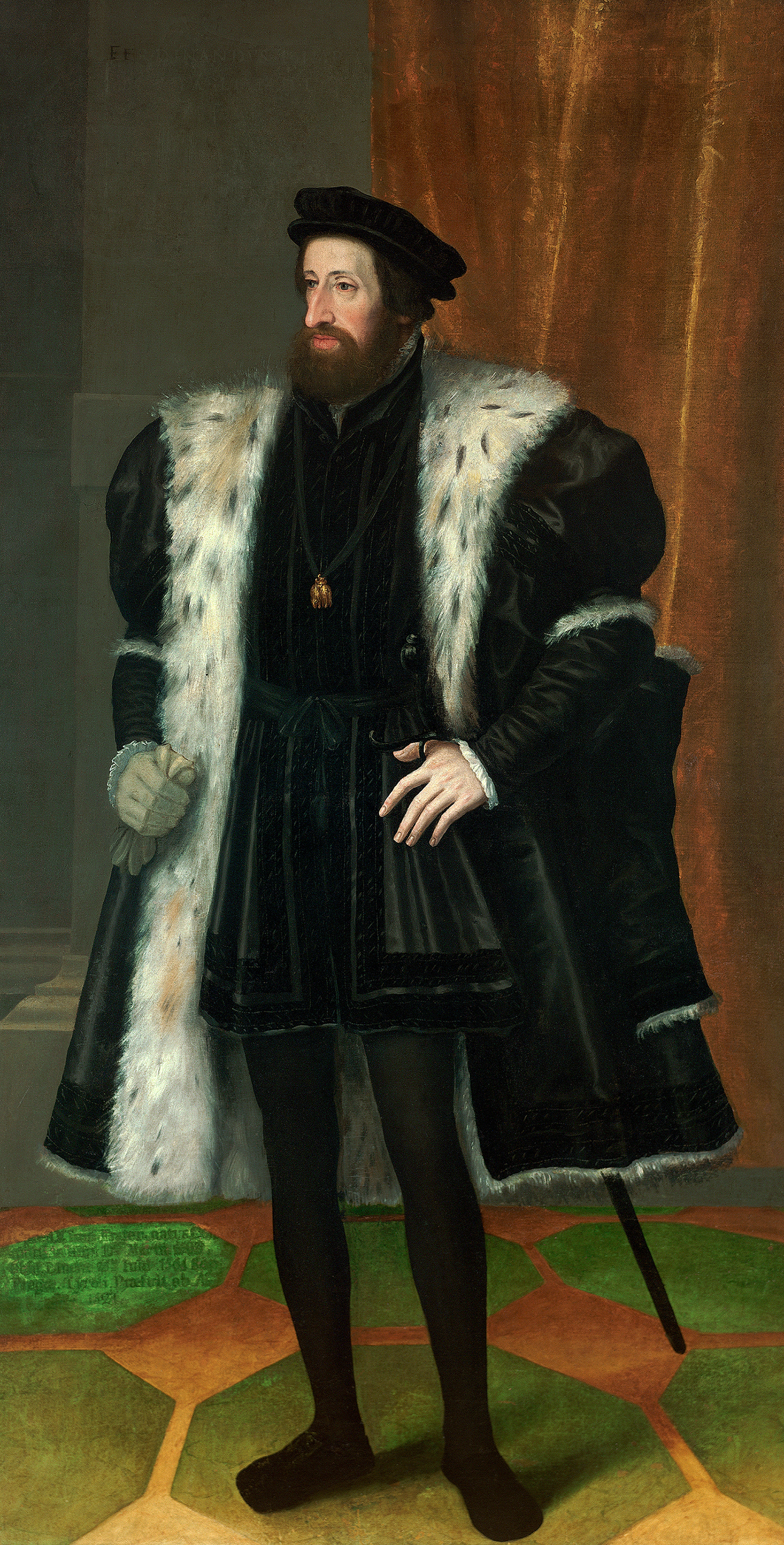
Король Чехії Фердинанд I Габсбург (1527—1564), який спробував провести централізацію і рекатолизацію земель Чеської корони, що викликало празьке повстання станів 1547 року.

## Причини повстання
Перший король Чехії з династії Габсбургів Фердинанд I після вступу на престол почав політику поступового обмеження владних повноважень станових органів у землях Чеської корони, прагнучи встановити режим абсолютизму, що був абсолютно новою і незвичною політичною концепцією для Чехії (та й усієї Європи) 1-й половини XVI століття. Особливо болісно сприйняв обмеження своїх привілеїв міський стан, істотно зміцнілий у період правління в Чехії династії Ягеллонів. Напруженість у відносинах між Фердинандом I і Прагою, а також лужицькими містами, виникла вже в 1526 році і з кожним роком загострювалася аж до повстання в 1547 році. Крім того, невдоволення протестантських чеських станів викликала релігійна активність нового короля, спрямована на проведення в чеських землях політики контрреформаціі.
При обранні на чеський престол Фердинанд I в 1526 році зобов'язався у своїх коронаційних капітуляціях охороняти недоторканність прав, свобод і привілеїв чеських станів відповідно до законів королівства. Проте з середини 1540-х років новий король направив свої зусилля на включення Чехії до складу централізованої спадкової монархії Габсбургів. Вступивши на престол, Фердинанд вирішив звільнитися від традиційної залежності короля від станових інститутів. Ще в 1527 році королем були засновані таємна рада, придворна канцелярія і придворна комора — органи центральної королівської влади, наділені правом втручатися у справи окремих земель чеської корони і в компетенцію їх владних інститутів. Місцезнаходження цих органів влади Фердинанд переніс до Відня і сформував їх з представників в основному німецького, іспанського та італійського дворянства.
Наступним ударом по привілеям станів були заборони крайових сеймів дворянства і загальних зборів членів міських комун. У 1545 році король змусив чеські стани погодитися з записом у збори чеських законів («Оновлені земські дошки») про його сходження на престол за правом успадкування його дружини Анни Ягеллонської, а не в результаті виборів на становому сеймі, як вказувалося в реверсі 1526 року.
Постійне невдоволення станів викликала і фінансова політика Фердинанда I, який прагнув фінансувати війни великої Габсбурзької монархії, часто не враховуючи економічні інтереси і можливості Чеського королівства. Введення податку на операції купівлі-продажу в 1534 році викликало сильні хвилювання в більшості великих міст Чехії і в результаті було скасовано.

## Початок і розвиток повстання
Найбільш активними прихильниками повстання проявили себе міщани Праги, а також дворяни, що належали до громади чеських братів. Безпосереднім приводом до празького повстання станів послужила спроба Фердинанда I надати військову і фінансову підтримку своєму братові імператору Карлу V в його війні з протестантським Шмалькальденським союзом німецьких князівств. У грудні 1546 король Фердинанд I спробував отримати згоду генерального сейму на виділення коштів для фінансування імператорських військ, проте отримав категоричну відмову.

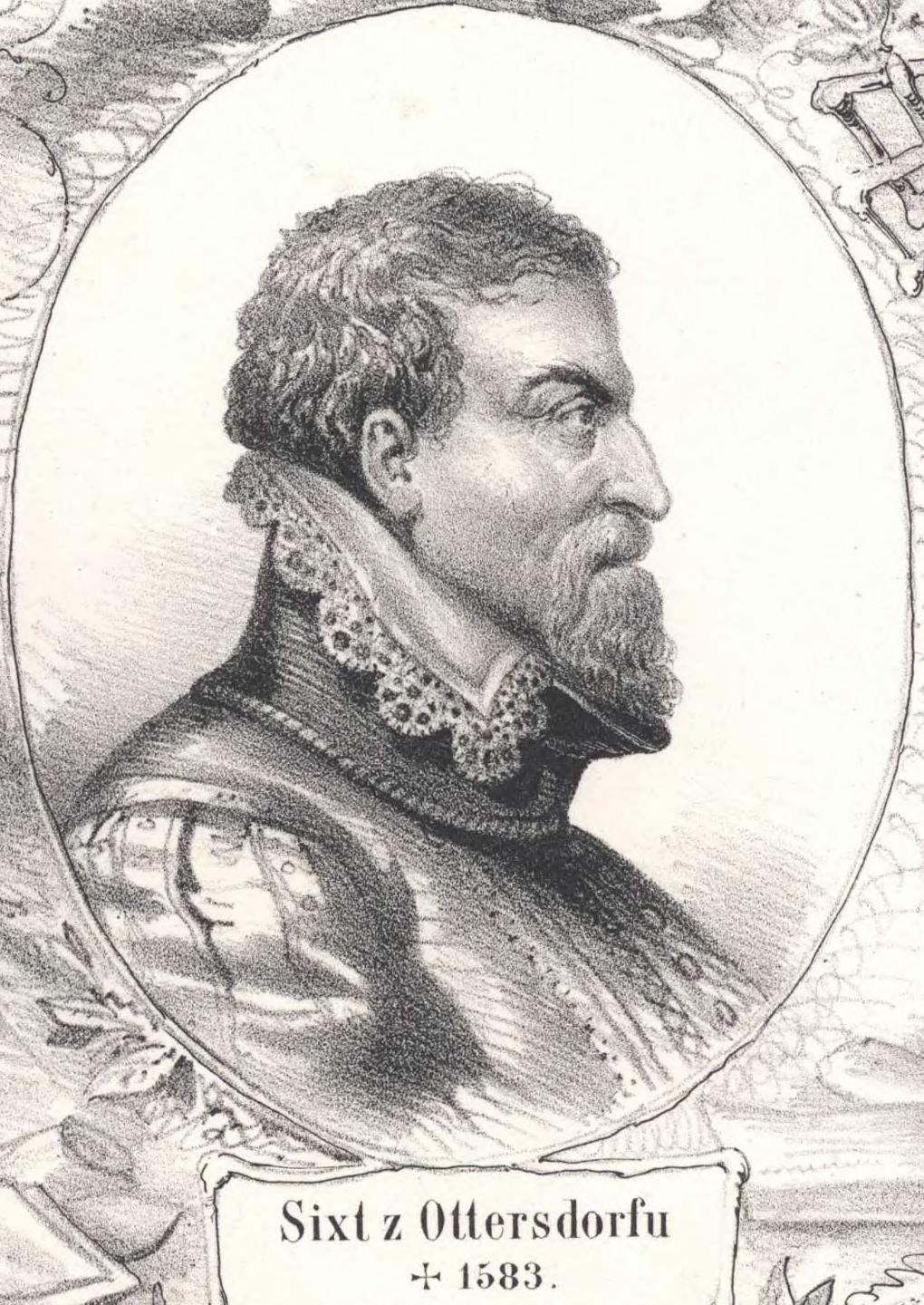
Сикст з Оттерсдорфа (бл. 1500—1583) — празький патрицій, обраний в березні 1547 канцлером комітету повсталих станів, автор «Хроніки подій, які відбулися у Чехії в бурхливі 1546 і 1547 роки»

У січні 1547 король зажадав від сейму зібрати чеське ополчення для відправки на допомогу герцогу Морицю Саксонському, союзнику імператора. Не отримавши згоди сейму, Фердинанд I 12 січня 1547 видав мандат про скликання чеського ополчення для походу в Саксонію. Це було грубим порушенням одного з основних земських законів, що забороняли використання військ за межами королівства без загальної згоди станів на сеймі. У відповідь на ці дії стани звинуватили короля в порушенні їх станових привілеїв і видали протест-прокламацію. Додатково до всього 27 січня 1547 померла королева Анна Ягеллонська і по Празі поповзли пересуди про те, що Фердинанд Габсбурзький не має більше прав на чеський престол і що його місце має зайняти його син ерцгерцог Максиміліан.
9 лютого у Празі відбулися заборонені королем загальні збори членів міської комуни, яка ухвалила рішення не підкорятися королівському мандату і заборонила міським магістратам брати участь у військових діях Фердинанда Габсбурзького. Король у цей час перебував у військовому таборі у Літомержіце, чекаючи приходу скликаного ополчення. Однак замість ополчення з Праги прийшов письмовий протест проти королівського мандату на його скликання. Прибулі в ставку короля дворяни почали переговори про скасування мандату. Король погодився скасувати мандат в обмін на «добровільну» фінансову допомогу станів. В результаті у складі королівського війська, крім найманців, знаходилися лише невеликі загони, надіслані 70 дворянами і королівськими містами Пльзень, Чеське Будейовіце та Усті-над-Лабем.
Три празьких міста — Старе Місто, Нове Мєсто, Мала Страна — об'єдналися в політичний союз, до якого незабаром приєдналися частина дворянства і деякі королівські міста. Цей союз, названий «Дружньою угодою» станів, зажадав скасування мандату про скликання ополчення й ініціював скликання земського сейму. У Празі було заборонено вербування найманців і скасовані поставки пороху для королівського війська.
Відкриття Празького сейму, забороненого королем, відбулося в середині березня. На сеймі до опозиції приєдналася велика кількість панів і лицарів. Сейм прийняв підсумковий документ, який також отримав назву «Дружня угода чеських станів», що складався з 57 статей і став головним документом повстання, що містив програму захисту станових вольностей і привілеїв і їх розширення в рамках закону, а також заклик до згуртування станів проти наступаючого католицизму. У документі перераховувалися станові привілеї, подаровані попередніми чеськими королями (особливо «славної пам'яті короля Людовика») і які надали чеським станам важливе місце в системі станово-представницької монархії. Ці привілеї, зокрема, стосувалися порядку формування та правового статусу земського суду, правового статусу адвокатів, вибору кандидатів на всі нижчі і деякі вищі державні посади (зокрема, гетьмана Празького граду) тільки з «природних чехів» (тобто уродженців Чеського королівства), порядку формування та правового статусу земського сейму, порядку складання присяги королем і заборони принесення присяги Римському Папі. Крім того, «Дружня угода» містила певні вимоги у фінансовій сфері, зокрема, вимоги обмеження права карбування чеської монети лише двома монетними дворами (в Празі і Кутна Горі), повернення Празі права складу, скасування всіх нових мит і заборони євреям скуповувати срібло і давати гроші в борг, а також вимога про вигнання всіх євреїв з території Чехії (ст. XXVII).
Крім того, на сеймі був заснований постійний комітет повсталих станів, до складу якого увійшло по чотири представники від панського і лицарського станів, а один від городян Праги. Від панського стану до комітету увійшли Арношт Країрж з Крайка, Вілем Кршинецький з Ронова, Дівіш Славата і бургграф Борживой з Доніна, а від лицарського — Гінек Крабіце з Вейтміле, Здислав Тлукса з Рабі, Бернарт Барханець з Бархова і Меліхар Pop з Ророва (шестеро з них належали до громади чеських братів). Канцлером комітету був обраний празький патрицій Сикст з Оттерсдорфа. Сейм ухвалив зібрати військовий податок і скликати ополчення. Незважаючи на настільки рішучі дії, спрямовані проти волі та інтересів короля Фердинанда I і розглянуті ним і його прихильниками як протизаконні, повсталі стану наполягали на тому, що ці дії спрямовані зовсім не проти короля, а на захист законів і привілеїв королівства.
У березні того ж року війська герцога Саксонії Йоганна Фрідріха I взяли в облогу вірне імператору місто Яхимів, і в той же час імператор Карл V підійшов до міста Хеб, маючи намір з'єднатися з військами короля Фердинанда I і Моріца Саксонського. Вступ військ імператора в Чехію викликав паніку повсталих станів: негайно було скликано військове ополчення, командування яким було доручено височайшому гетьману Кашпаур Пфлугу з Рабштейна, і вжито заходів до збору військового податку (берни). Крім того, було направлено прохання про допомогу до герцога Йогана Фрідріха Саксонського (правда, без завірення у взаємній підтримці).
Однак зібрати берну і ополчення оперативно не вдалося. Гетьман Плуг з Рабштейна з власним військом стояв табором біля Бечова, за декілька кілометрів від військ Йоганна Фрідріха I, постійно вимагаючи від комітету наказу до початку військових дій. Проте комітет був паралізований нерішучістю і відсутністю єдиної стратегії подальших дій. Празький комітет звернувся за підтримкою до станів сусідніх земель Чеської корони (Моравії, Сілезії, Верхньої та Нижньої Лужиці), проте кожна з земель з власних причин відмовила повсталій Чехії в допомозі.
У квітні 1547 на становому сеймі представники короля зажадали від повсталих розпустити станове ополчення, проте отримали рішучу відмову. Керівництву повстання вдалося додатково залучити на свою сторону багатьох впливових представників протестантських станів, деякі з яких займали важливі державні пости, що додало опозиції більшу політичну вагу. До «Дружньої угоди» приєднався впливовий і багатий чесько-моравський магнат Ян IV із Пернштейна, який володів Кладським графством в Сілезії. Однак чисельно збільшеній становій опозиції стало ще важче приймати рішучі стратегічні рішення — серед повсталих все гучніше лунали заклики до переговорів з королем.
Вирішальним для долі повстання днем стало 24 квітня 1547, Шмалькальденська ліга, не дочекавшись військової підтримки протестантських станів Чехії, зазнала нищівної поразки в битві під Мюльбергом, а курфюрст Йоганн Фрідріх I був узятий в полон. Поразка під Мюльбергом привела повсталих у розгубленість, а станове ополчення, дізнавшись про поразку, стало розходитися по домівках. Комітет повсталих станів вирішив відкласти засідання сейму на 20 травня і направити до короля посольство для досягнення примирення. Розійдене ополчення вирішено було офіційно розпустити.
Вісті про дії і наміри комітету викликали бурхливе обурення пражан, котрі вийшли на вулиці міста. Натовп чисельністю приблизно 200 чоловік зібрався біля будинку Сикста із Оттерсдорфа, вимагаючи скасувати миротворчу місію посольства до короля. Спонтанно було організовано загальні збори всіх міських комун Праги, яке виступило з аналогічною вимогою. Як пише сам Сикст з Оттерсдорфа, городяни дещо заспокоїлися тільки після того, як пан Вілем Кршинецький з Ронова пообіцяв не розпускати ополчення до повернення посольства.
На травневому сеймі представники короля зажадали скасування «Дружньої угоди» станів, проте отримали відмову. При цьому було вирішено послати до короля чергове посольство, в цілі якого входив пошук шляхів поступового і безболісного примирення сторін конфлікту. Відмовившись від військового протистояння, опозиція відстоювала перед королем право станів об'єднуватися у спілки для захисту своїх привілеїв. Не володіючи достатньою військовою силою для придушення опозиції, Фердинанд I вирішив дипломатичним шляхом внести розкол між дворянством і містами.

## Вступ короля в Прагу і придушення повстання
3 червня 1547 в Літомержіце король видав мандат, що оголошував дії станової опозиції незаконними і що вимагав скасування «Дружньої угоди». У своєму мандаті король Фердинанд пропонував повсталим дворянам особисто з'явитися до нього для запевнення у відданості або зробити це в письмовому вигляді. Копії цього мандата були розіслані тільки дворянам, що підтримали повстання, і небагатьом містам, що залишилися вірними королю. У відповідь на королівський мандат в Літомержіце з'їхалося понад 200 дворян на чолі з Яном IV з Пернштейна, які були прийняті королем, на відміну від посланців Праги, яких король не прийняв. У відповідь на це радикальна частина опозиційних городян вирішила готуватися до збройної оборони Праги, Кутна-Гори і Жатця, проте верх взяли помірні сили, які все ще розраховували на закріплення частини привілеїв станів в результаті переговорів з королем. Фердинанду I була направлено смиренне послання союзу празьких міст, яке шанобливо затверджувало, що опозиційний союз буде розпущений тільки за рішенням усіх станів. У відповідь на це Фердинанд I направив імператору прохання надіслати війська. На думку Карела Тіфтрунка, король серйозно розглядав можливість відновлення та активізації збройного опору пражан, ймовірно, маючи відомості про радикальний настрій широких мас городян і великі запаси зброї в Празі.
Як зазначає Сикст з Оберстдорфа у своїй хроніці, король був налаштований на загострення конфлікту і навмисне провокував пражан на збройний виступ. 1 липня при вступі в передмістя Праги Фердинанд I демонстративно скасував традиційну урочисту зустріч короля городянами, яка б демонструвала відданість міста королівській владі. 2 липня король на чолі іноземних найманих військ вступив в Празький Град і дозволив своїм солдатам вести себе в Празі як в захопленому ворожому місті. При цьому король протягом декількох днів затягував переговори з міськими магістратами. На думку Йозефа Яначека, король тим самим намагався навести жах на міську опозицію.
Безчинства королівських найманців викликали обурення городян і призвели до невеликим збройних зіткнень на вулицях міста. Побоюючись вибуху народного обурення, празькі магістрати зволікали визнати беззастережну капітуляцію і наполягали на тому, що розпуск «Дружньої угоди» може бути здійснений тільки за рішенням загальностанового сейму. Подальші безчинства королівських найманців над городянами і чутки про приготовані королем суворі покарання для пражан призвели до того, що 5-6 липня в Празі спалахнуло збройне повстання на чолі з дворянином Вацлавом Петіпеском, найбільш активну участь в якому взяли цехові ремісники. Це, у свою чергу, змусило короля змінити тактику і спробувати звести збройний конфлікт до примирення. Повіривши запевненням королівських представників про намір короля покарати винних у міських безчинствах і бачачи небажання магістратів йти на загострення конфлікту з королем, повсталі пражани заспокоїлися і розійшлися по домівках. 7 липня повстання було закінчено, а його керівники здалися «на милість і немилість» короля. Наступного дня відбувся королівський суд над городянами Праги. Прага, а після іще 25 міст, що протистояли королю, були позбавлені всіх своїх станових привілеїв, обкладені непомірними штрафами і піддані конфіскаціям земельних володінь.
У серпні 1547 скликаний королем в Празі Генеральний сейм (отримав в історії назву «Кривавого») засудив до страти чотирьох керівників повстання (вождя липневого повстання Вацлава Петіпеського, члена комітету Бернарта Барханца з Бархова, приматора Старого Міста Якуба Фікара з Врата і городянина Вацлава з Еленіго), закріпив за королем право скликання земських сеймів, заборонив дворянам проходити військову службу за межами Чехії, позбавив королівські міста земельних володінь і станових привілеїв і наклав на них величезну контрибуцію.

## Причини поразки повстання
Головною причиною поразки повстання вважається неготовність більшості чеського суспільства до настільки різкого виступу проти королівської влади. Йозеф Яначек основною причиною поразки повстання вважає той факт, що опозиційна частина чеських станів (радикально налаштовані городяни і протестантське дворянство) була надто малою: переважна більшість станів складалося з помірних утраквістів і католиків, які не бажали відкритого виступу проти короля.
Станова опозиція в Чехії в середині 1540-х років являла собою суперечливий альянс різнорідних політичних угруповань, які виражали часто протилежні інтереси. Опозиція не мала єдиної програми, відстоюючи в основному старі станові вольності і привілеї. Все це зумовило внутрішню слабкість і роз'єднаність станової опозиції і відсутність скоординованих військових дій під час повстання.
Фердинанду I допомогло також те, що імператор в цей момент домігся суттєвого успіху в Шмалькальденській війні і зміг виділити частину своїх військ для придушення заколоту в Празі.

## Наслідки поразки повстання
В результаті поразки повстання станів істотно змінився характер станово-представницької монархії в Чехії: бюргерство, перш за все празьке, що займало з часів гуситських воєн важливе і найбільш опозиційне місце в системі чеської станової монархії, було повністю усунуто з політичного життя королівства. В результаті цього чеські міста, позбавлені колишньої економічної могутності і політичного впливу, проявили себе досить пасивно в період повстання чеських станів 1618—1620 років.
Політичний вплив і економічні можливості чеських міст, перш за все Праги, були зведені до мінімуму. Крім земельних володінь, міста позбулися багатьох фінансових і торгових привілеїв, права збору мит, торгових зборів, судових штрафів і податків на успадкування майна, які відтепер стали стягуватися в королівську скарбницю. Всі грамоти з міськими правами і привілеями були вилучені. Майно міщан без спадкоємців, що раніше відходило міській комуні, тепер також верталося в дохід короля, крім того, король почав використовувати відносно міщан право мертвої руки. Надалі Фердинанд I поступово повертав містам їх привілеї за величезні викупи, поповнюючи тим самим королівську скарбницю. Крім чеських, відняли привілеї і у лужицьких міст, звинувачених в невиконанні королівських наказів під час повстання. Повністю втративши свою самостійність, лужицькі міста в подальшому так і не змогли повернути своє економічне становище.
Доходи короля були поповнені також за рахунок значних розмірів штрафів, накладених на окремих городян Праги, звинувачених в участі в повстанні (причому розмір штрафів ставився в залежність від розміру майна городянина, а не від ступеня його участі в повстанні). Багато городян, які не мали в своєму розпорядженні достатньо майна, були піддані тілесних покарань і вигнання. Значний удар був нанесений королем по цеховою устрою міських ремісників: королівським указом цехи були позбавлені всіх своїх привілеїв і самостійності у визначенні цін на свою продукцію. Політичний вплив ремісничих цехів в Чехії було зведено до нуля. Однак ремісничі цехи вціліли і до 1560-х років також за значні викупи повернули собі практично всі втрачені права і привілеї.
Кардинально обмежено було міське самоврядування: всі магістрати міст були підпорядковані особливим королівським чиновникам — ріхтаржам і гетьманам. Були істотно урізані повноваження міських судів і обмежена незалежна судова система взагалі. Старомєстський міський суд був позбавлений статусу вищої судової інстанції Праги, а його повноваження були передані спеціально створеному в 1548 році Королівському апеляційному суду у міських справах, який отримав право розглядати справи не тільки кріпаків, а й городян, лицарів і панів.
Опозиційне чеське дворянство також понесло покарання, хоча і менше, ніж міста: були покарані тільки 36 дворян. Вільні земельні володіння багатьох з них були конфісковані: вартість конфіскованих земель склала приблизно чверть всіх феодальних земельних володінь в Чехії. Однак частину конфіскованих земель король повернув колишнім власникам, але вже як ленне тримання. Кілька активних діячів повстання з панського і лицарського станів не побажали з'явитися на суд короля і емігрували з Чехії (гетьман Кашпар Пфлуг з Рабштейна, члени комітету Вілем Кршинецький з Ронова і Меліхар Pop з Ророва, а також Альбін Шлік з Голейча, Хендріх Відпах з Відпаха і Петро Велемітський). Сист з Оттерсдорфа завдяки протекції своїх друзів при дворі відбувся лише недовгим ув'язненням в смердючому підвалі Чорної вежі.
Репресій зазнала і громада чеських братів, членами якої були багато найбільш радикально налаштованих учасників повстання. 5 жовтня 1547 року було перевидано «Владиславський мандат проти пікартів» (як католицькі прихильники короля презирливо називали чеських братів), після чого Фердинанд підписав два нових мандати, спрямовані на заборону діяльності громади. Спеціально призначені королівські комісари приступили до конфіскації майна місцевих зборів чеських братів і закриття їх молитовних будинків. Єпископ громади чеських братів Ян Аугуста був кинутий у в'язницю. У 1548 році близько 1000 чеських братів змушені були емігрувати в протестантську Пруссію, де герцог Альбрехт Гогенцоллерн поселив їх в Марієнвердері.
Поразка празького повстання станів призвела до суттєвого обмеження повноважень генерального сейму, головного станового органу влади. Скликати сейм відтепер міг тільки король, який видавав для цього так звані королівські «пропозиції» — порядок для обговорення на збираному сеймі. Сейм, скликаний без дозволу короля, оголошувався незаконним. Всі станові союзи були заборонені королівським указом як незаконні, король відтепер міг скликати земські сейми і призначати склад земських установ, не вислуховуючи думки станів відповідних земель. Нарешті, Фердинанд I домігся від генерального сейму згоди на коронацію свого спадкоємця ще за свого життя, що прямо порушувало положення коронаційних капітуляцій Фердинанда 1526 року. Чеські стани фактично позбавлялися права на вільне обрання свого короля, чеська монархія Габсбургів почала перетворюватися в спадкову.
Однак перемога Фердинанда I над чеською становою опозицією не була абсолютною, оскільки королю все ж не вдалося перетворити всі стани королівства в слухняних провідників своєї політики. У станах збереглися опозиційне ставлення до політики Габсбургів і бажання повернути втрачені політичні привілеї. Друга половина XVI століття пройшла під знаком постійного протистояння між протестантською дворянською опозицією і королем, що в підсумку призвело до повстання чеських станів 1618—1620 років, яке стало першим актом масштабної європейської Тридцятирічної війни.